# Paralycus parvulus
Paralycus parvulus är en kvalsterart som först beskrevs av Price 1973.  Paralycus parvulus ingår i släktet Paralycus och familjen Pediculochelidae. Inga underarter finns listade i Catalogue of Life.